# Agens
Agens (podmiot czynny) w językoznawstwie – rola semantyczna wykonawcy czynności określonej czasownikiem. W zdaniu w stronie czynnej zasadniczo jest kodowany przez mianownik i składniowo pełni funkcję podmiotu: Jan czyścił meble.
Natomiast w stronie biernej agens jest umieszczany we frazie przyimkowej z przyimkiem „przez”: Meble były czyszczone przez Jana. Tak jest w językach nominatywno-akuzatywnych. W językach ergatywnych agens jest kodowany przez ergatyw.
Termin w łacinie oznacza dosłownie „czyniący, działający” i jest imiesłowem od czasownika agere – „poganiać”, „prowadzić”, „czynić”, „działać”, „zarządzać”, „grać rolę”, „udawać”.

## Przykłady
W zdaniu
– Szpak drapał bociana. –
agensem jest szpak.
A w zdaniu
– Szpak był drapany przez bociana. –
szpak nie jest agensem, mimo że jest podmiotem.